# Husqvarna AB
Husqvarna AB (Husqvarna Group) ist ein 1689 gegründetes schwedisches Unternehmen das als Hersteller von Stahlwaren wie Waffen, Nähmaschinen und Fahrzeugen bekannt wurde. Das Unternehmen wurde im Verlauf der Geschichte vielfach umstrukturiert. Im 21. Jahrhundert agiert es als Hersteller von Motorgeräten für die Forstwirtschaft sowie die Garten- und Landschaftspflege, darunter Motorsägen und Rasenmäher sowie Schneidgeräte und Diamantwerkzeuge für das Baugewerbe und die Steinindustrie. Zur Husqvarna Group gehören zahlreiche weitere Marken, darunter Gardena, Jonsered, Klippo, Flymo und McCulloch.

## Geschichte

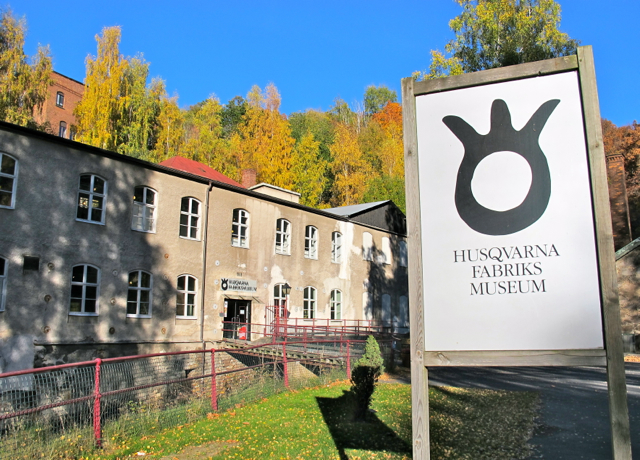
Husqvarna Werksmuseum am Stammsitz

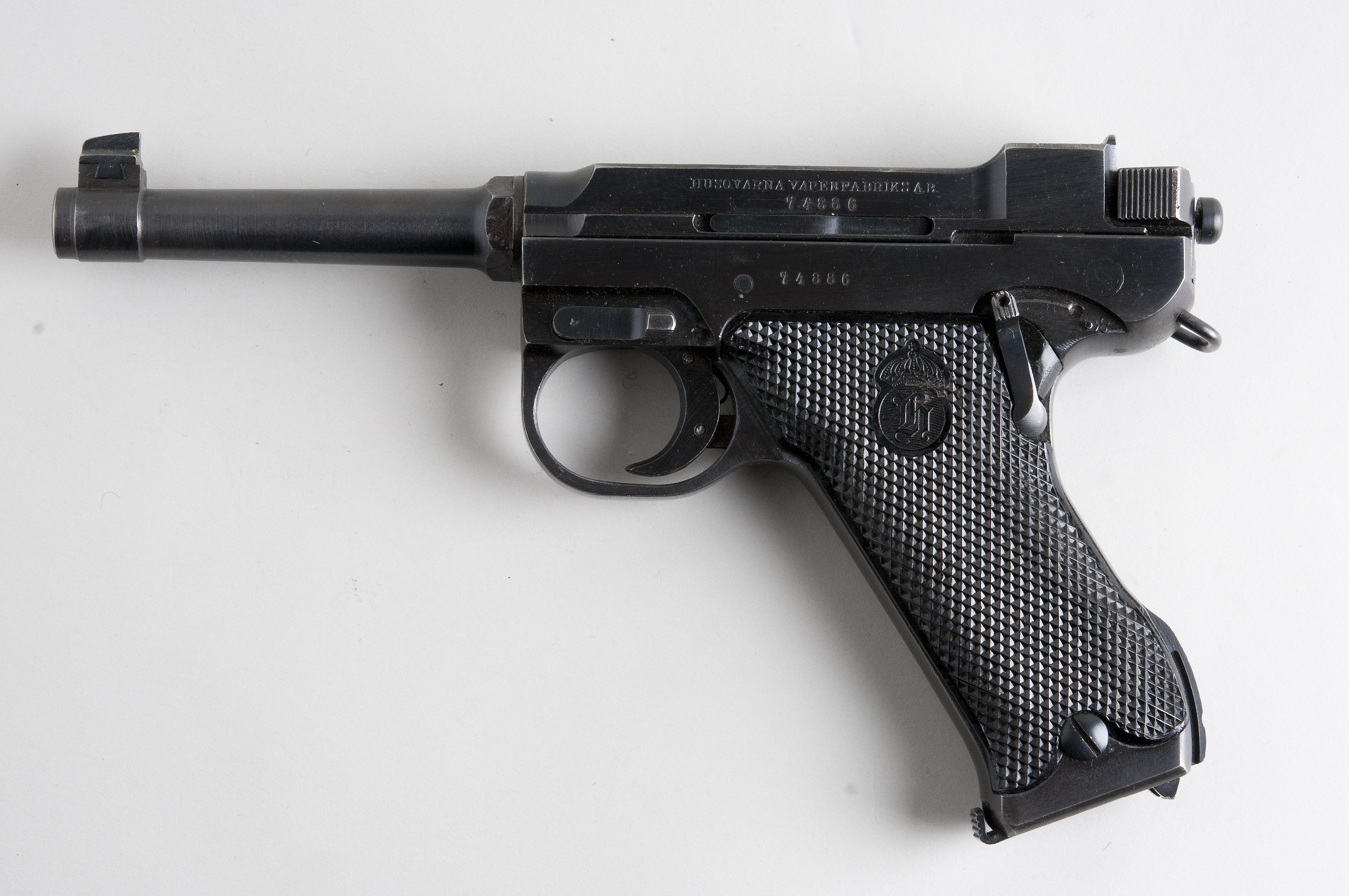
Pistole Husqvarna M/40 auch als Lahti L-35 bekannt.

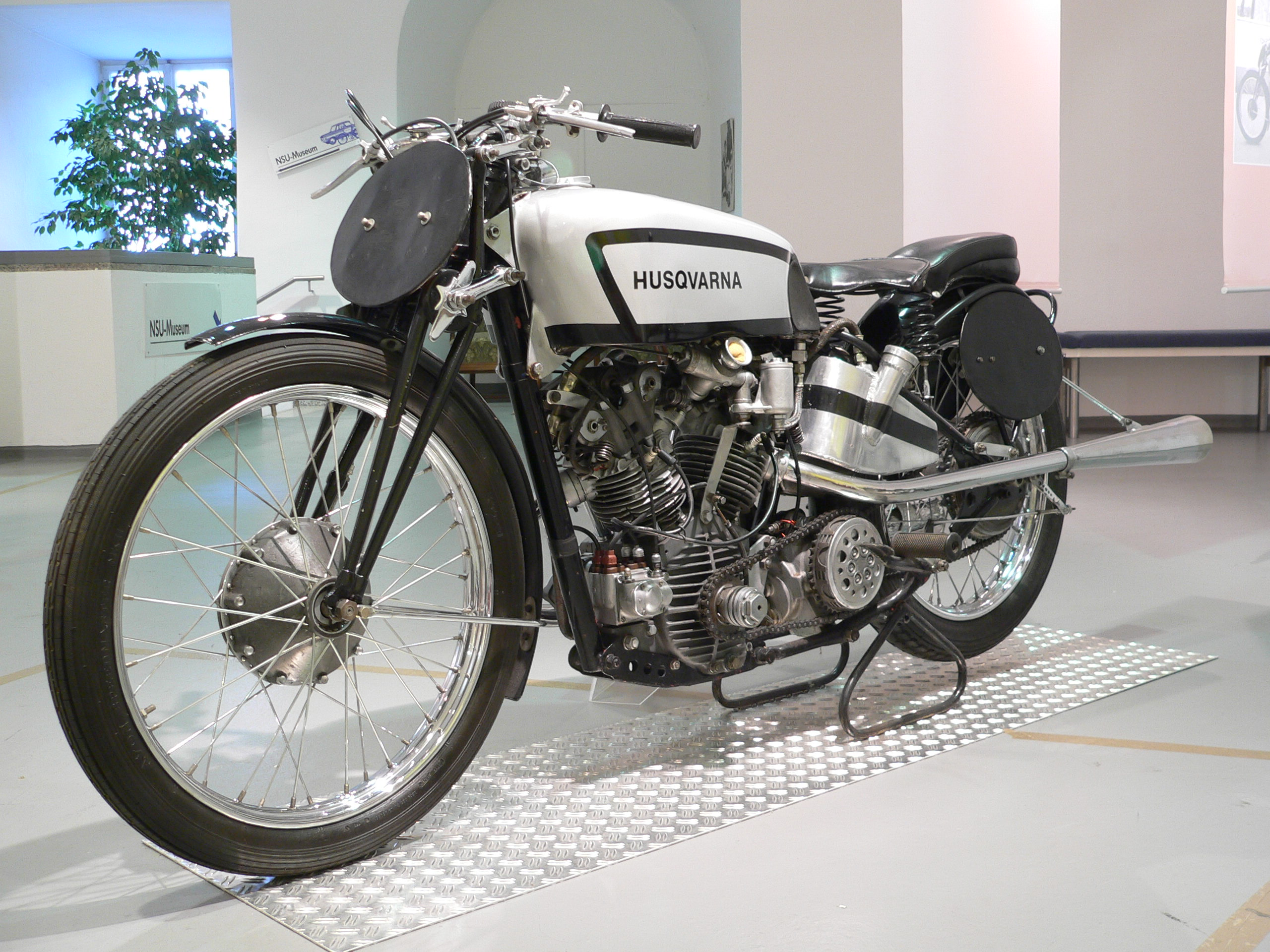
Husqvarna-Rennmaschine von 1935 im Zweirad-Museum Neckarsulm

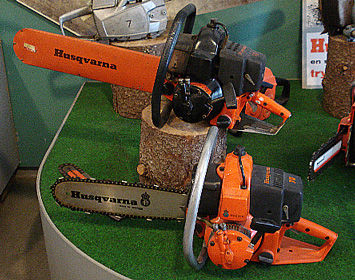
Husqvarna-Motorsäge

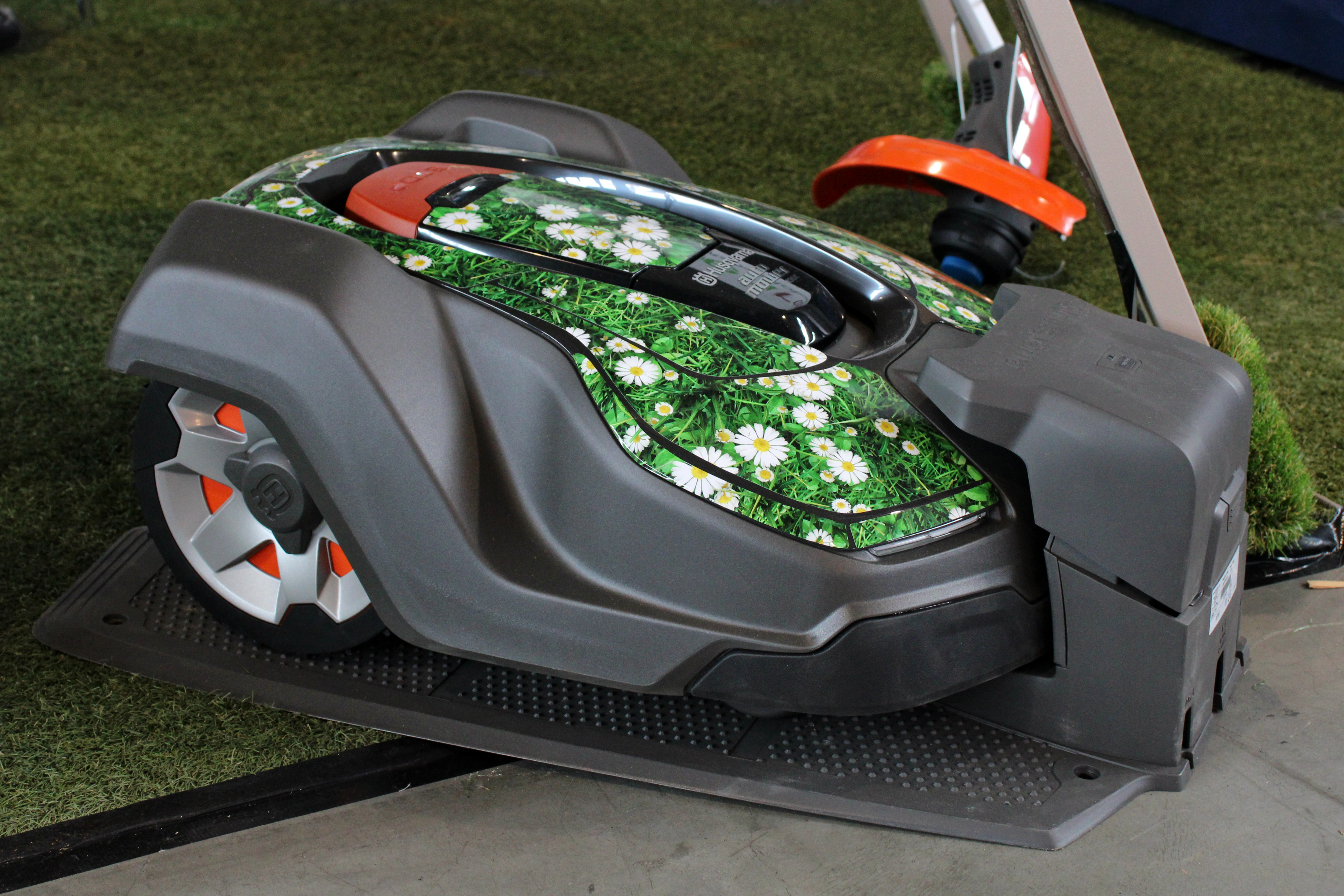
Husqvarna-Rasenmähroboter

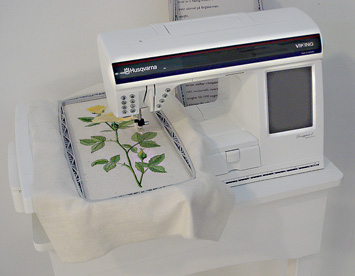
Husqvarna Viking

### Frühgeschichte ab 1689 bis Mitte des 20. Jahrhunderts
Die Unternehmensgeschichte begann 1689 mit der Herstellung von Musketen in der Stadt Huskvarna. Daher leitet sich auch das Logo ab: Es stellt einen Gewehrlauf dar, der von vorn betrachtet wird. Dabei symbolisiert die mittlere der drei Erhebungen auf der Oberseite des Laufs das Korn, die beiden äußeren stellen die Kimme dar. Im Jahr 1872 beginnt die Produktion von Nähmaschinen und gusseisernen Haushaltsgeräten.
Im Jahr 1877 wurde der Ingenieur Wilhelm Tham Direktor der Firma. Unter seiner Leitung wurde das Fertigungsspektrum erheblich erweitert. So wurde 1896 das erste Fahrrad der Marke Husqvarna produziert. Im folgenden Jahr wurde Husqvarna zur Aktiengesellschaft. Ab 1903 wurden Motorräder produziert. 1918 übernahm die Firma die Norrahammarer Stahlwerke und begann mit der Herstellung von Handrasenmähern und Kesseln. In den 1920er Jahren machte die Motorradabteilung mit einigen Weltrekorden auf sich aufmerksam. 1935 begann die Produktion von Leichtmotorrädern. Es wurden für das Militär etliche  Waffenmodelle hergestellt. Darunter das Gewehr Carl Gustaf M/96, die Pistol M/07 auch bekannt als FN Browning Modell 1903, die Pistole Husqvarna M 40 auch bekannt als Lahti L-35,  die Maschinenpistole Husquarna M/37 auch bekannt als Suomi M-31 und weitere. Im Zweiten Weltkrieg begann das Unternehmen unter anderem mit der Entwicklung von Haushaltsgeräten.

### Geschichte nach dem Zweiten Weltkrieg
Die Produktpalette des traditionsreichen Unternehmens spiegelt in ihren Veränderungen die europäische Wirtschafts- und Technikentwicklung sowie die zunehmenden Konzentrationsprozesse auf der Produzentenseite wider.
1943 wurde von Husqvarna ein Automobil mit drei Rädern unter Beteiligung des Designers Sixten Sason entwickelt. Für den Antrieb sorgte ein luftgekühlter Zweitaktmotor, der über eine Kette das einzelne Hinterrad antrieb. Husqvarna sah von einer Markteinführung jedoch ab, als Saab nach dem Zweiten Weltkrieg den Saab 92 präsentierte. Stattdessen nahm Husqvarna die Fertigung von Sintermetallprodukten auf.
1959 stellte man die erste eigene Kettensäge und einen der ersten Mikrowellenherde her.
1962 wurde von Monark die Produktion von Außenbordmotoren, Mopeds, Fahrrädern und Fahrradnaben übernommen. Ende der 1960er Jahre wurde die Husqvarna Vapenfabriks Aktiebolag (HVA) aufgelöst und die Produktion militärischer Waffen an die Carl Gustafs stads gevärsfaktori abgegeben. Die Herstellung von Jagd- und anderen Feuerwaffen ging 1970 an die Försvarets Fabriksverk. Eine Kleinstserienproduktion blieb jedoch bis 1989 im Stammwerk erhalten.
1977 schließlich wurde die Firma von der Electrolux-Gruppe übernommen, die bis heute die Hausgerätesparte unter der Marke Husqvarna fortführt. Noch im gleichen Jahr erfolgte die Übernahme der Marke Partner und im Jahr darauf Jonsered und Flymo. In den 1980er Jahren erfolgten zahlreiche weitere Akquisitionen.

### Geschichte seit den 1980er Jahren
1987 wurde schließlich die Motorradfertigung an Cagiva verkauft. Zeitweise (2007–2013) gehörte sie zur BMW Group und ist heute als Husqvarna Motorcycles Teil der österreichischen Pierer Industrie AG (Eigentümer von KTM).
1997 wurde auch die Produktion von Nähmaschinen abgegeben. Heute werden sie unter der Marke Husqvarna Viking vom SVP Konzern hergestellt, zu dem auch die Marke Singer gehört. Im Jahr 1999 erwarb Husqvarna den europäischen Geschäftsbereich des insolventen Geräteherstellers McCulloch. 

## Husqvarna im 21. Jahrhundert
2002 erfolgte die Übernahme des US-amerikanischen Herstellers von Diamantwerkzeugen für die Bauindustrie Diamant Boart. 2006 folgte die Trennung von der Electrolux-Gruppe. In den folgenden Jahren wurden zahlreiche Firmen aufgekauft, darunter der japanische Motorgerätehersteller Zenoah, der schwedische Rasenmäherhersteller Klippo, der deutsche Gartengerätehersteller Gardena und die Sparte für Outdoor-Produkte des taiwanischen Unternehmens Jenn Feng, womit auch die Markenrechte an McCulloch auf dem nordamerikanischen Markt an Husqvarna übergingen.
Auf dem Firmengelände in Huskvarna befindet sich neben den ältesten erhaltenen Fabrikationsgebäuden auch ein öffentlich zugängliches Werksmuseum.

### Aktie
2006 ging Husqvarna mit 4.950.000 Aktien an die Stockholmer Börse. Die Aktien wurden nach einem Split in zwei Typen aufgeteilt: Bei Typ A (ISIN SE0001662222) hat jede Aktie eine Stimme, bei Typ B (ISIN SE0001662230) sind zehn Aktien für eine Stimme erforderlich. Demzufolge ist zwar das Kapital zu 52,6 % in Streubesitz, doch haben diese Kleinaktionäre zusammen nur 27 % der Stimmen.

### Unternehmen

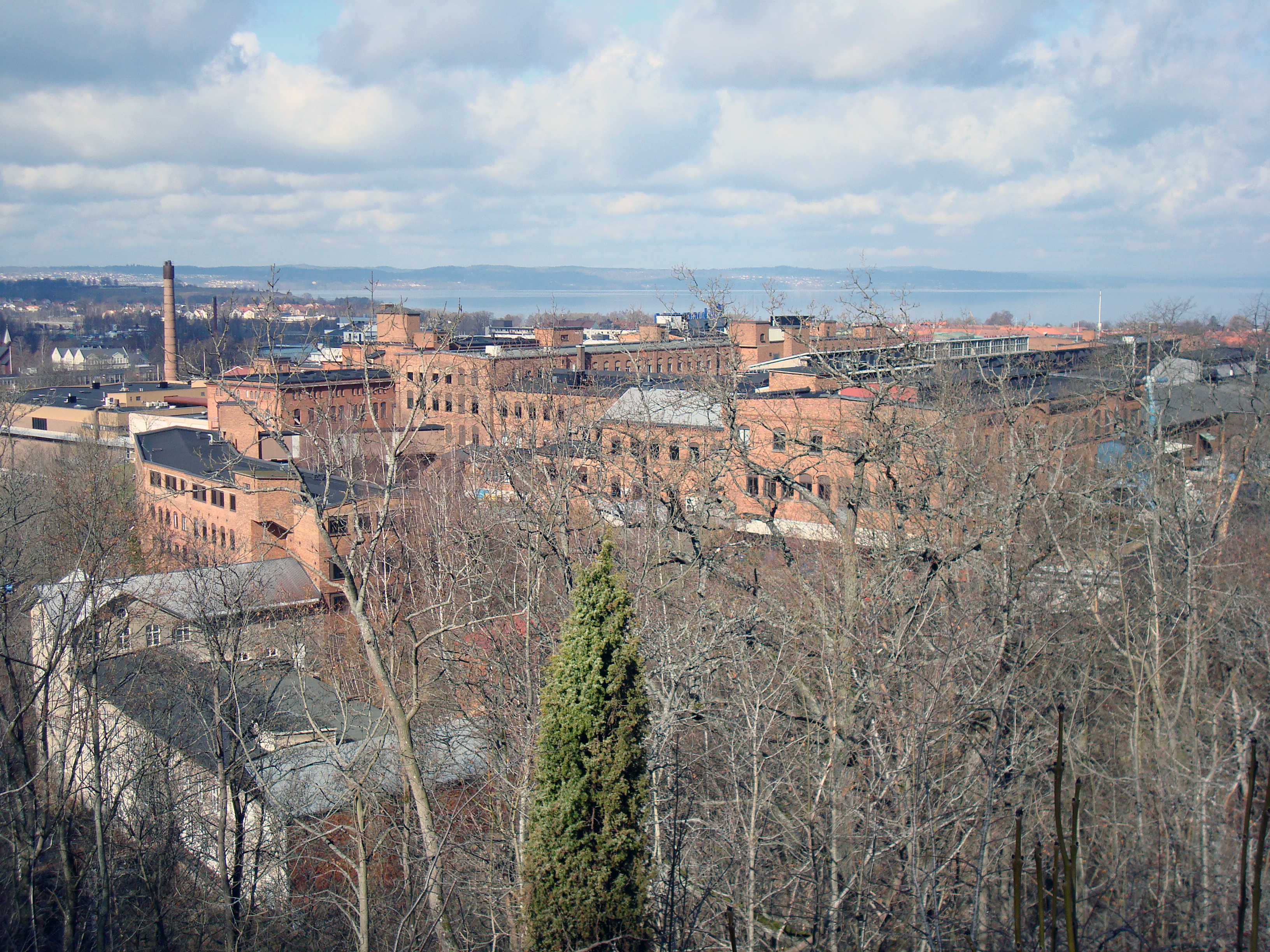
Blick auf das Stammwerk im schwedischen Huskvarna

Die Husqvarna Group ist mit rund 14.200 Mitarbeitern in 40 Ländern weltweit präsent. Produktionsstandorte befinden sich in Europa, Amerika und Asien. Über eigene Vertriebsgesellschaften und Distributoren ist das Unternehmen in allen relevanten Ländermärkten vertreten. Der Unternehmenssitz ist Stockholm. Darüber hinaus sind Huskvarna, Charlotte, Ulm und Shanghai die Hauptstandorte der Husqvarna Group, an denen Kernfunktionen des Unternehmens mit weltweiter Verantwortung angesiedelt sind. Das Stammwerk befindet sich in Huskvarna in Schweden, in der Provinz Jönköping. Hier verfügt Husqvarna auch über eine eigene Gießerei für Aluminium und Magnesium. 

### Marken und Produktspektrum
Das Produktspektrum der Marke Husqvarna im Bereich Forst und Garten umfasst Motorgeräte sowohl für professionelle Anwender als auch für Hobbygärtner, darunter auch Motorsägen, Rasenmäher, Gartentraktoren, sowie Rasenmähroboter, im Bereich der Bautechnik außerdem Schneid- und Bohrwerkzeuge sowie Abbruchroboter. Auch persönliche Schutzausrüstung und Forstgeräte gehören zum Angebot.
Zu den wichtigsten Marken des Unternehmens zählen heute Husqvarna, Jonsered, McCulloch, Poulan Pro, Zenoah vor allem im Bereich der Motorsägen, Gardena im Bereich der Bewässerung, Rasen- und Gartenpflege, Klippo, WeedEater und Flymo unter anderem im Bereich der Rasenmäher sowie Diamant Boart für Bautechnik.